# مهندسی بلور

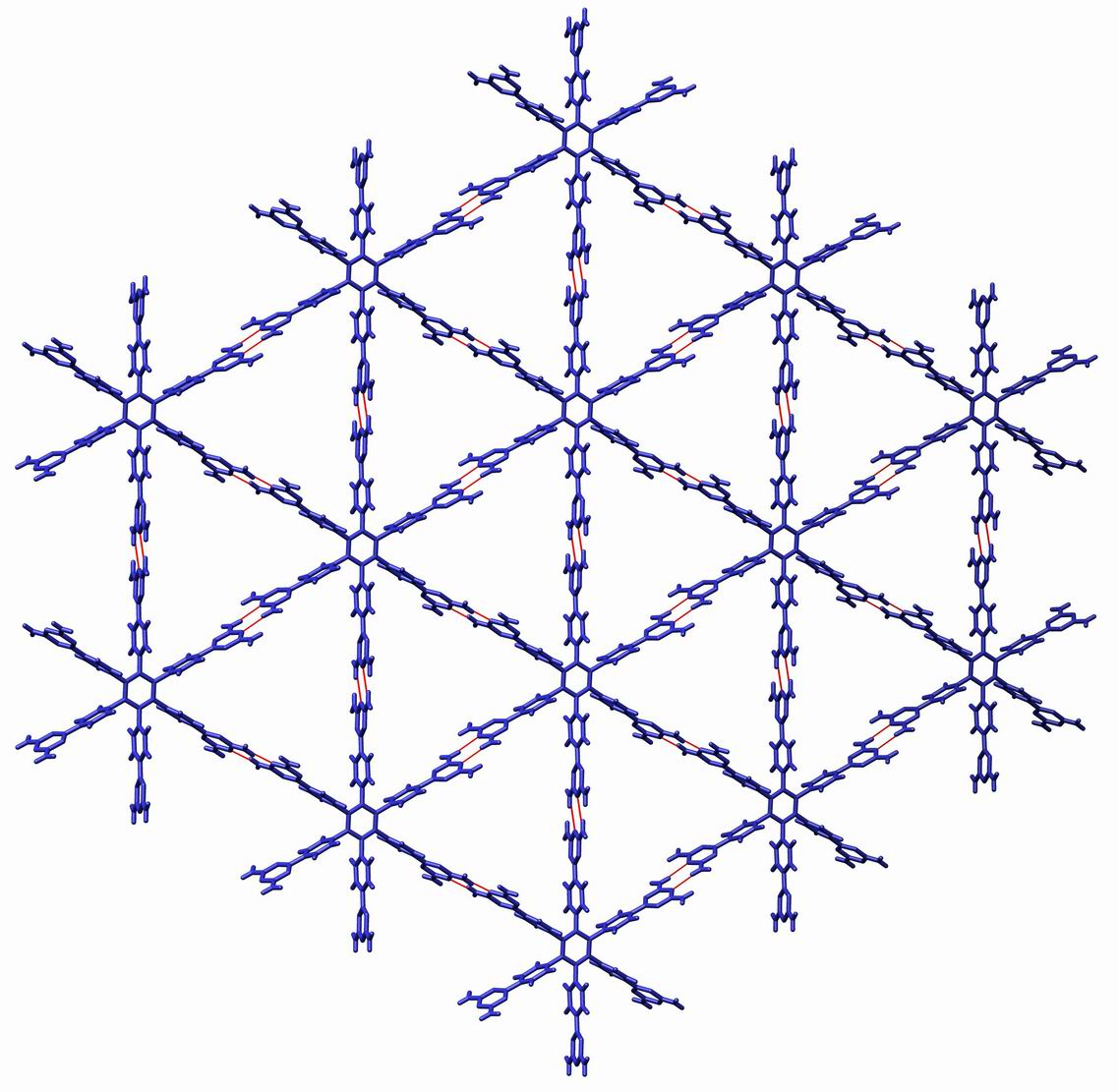
نمونه ای از مهندسی کریستال با استفاده از پیوند هیدروژنی که توسط وست و همکاران در جکس گزارش شده‌است. ۲۰۰۷، ۴۳۰۶–۴۳۲۲.

مهندسی بلور، طراحی و سنتز ساختارهای حالت جامد مولکولی با خواص مطلوب، بر اساس درک و استفاده از نیروی بین مولکولی است. دو استراتژی اصلی که در حال حاضر برای مهندسی کریستال استفاده می‌شود، مبتنی بر پیوند هیدروژن و پیوند کوردیناسیونی است. اینها را می‌توان با مفاهیم کلیدی مانند سینتون فوق مولکولی و واحد ساختمان ثانویه درک کرد.

## تاریخچه
اصطلاح «مهندسی کریستال» برای اولین بار در سال ۱۹۵۵ توسط R. Pepinsky بیان شد. اما نقطه شروع آن اغلب در ارتباط با واکنش‌های تخریب نوری در اسیدهای سینامیک نسبت داده می‌شود. از زمان استفاده اولیه، معنای این اصطلاح به‌طور قابل توجهی گسترش یافته‌است و بسیاری از جنبه‌های شیمی ابر مولکولی حالت جامد را در بر می‌گیرد. از آنجا که بسیاری از خواص عمده مواد مولکولی به روشی که مولکول‌ها در حالت جامد ترتیب داده می‌شوند، واضح است که توانایی کنترل این ترتیب می‌تواند کنترل این خصوصیات را فراهم کند.